# Tjaronn Chery
Tjaronn Chery (Den Haag, 4 juni 1988) is een Nederlands-Surinaams voetballer die doorgaans als middenvelder speelt. In de zomer van 2025 maakte hij de overstap van Royal Antwerp naar N.E.C. Vanaf 2021 is Chery international van het Surinaams voetbalelftal.

## Carrière

### FC Twente
Chery doorliep, na voor Victoria '28 en UDI Enschede te hebben gespeeld, vanaf 2002 de jeugdopleiding van FC Twente met als hoogtepunt het landskampioenschap bij de A-junioren in 2007. Hij speelde dat jaar 21 wedstrijden en maakte daarin twee doelpunten. Chery was voornamelijk invaller, maar wanneer Qays Shayesteh bij de beloften meedeed had hij een basisplaats.
In de zomer van 2007 maakte hij de overstap naar het beloftenelftal van FC Twente. Hij veroverde hij al snel een basisplaats onder Cees Lok en werd later ook vice-aanvoerder van Jong FC Twente. Fred Rutten haalde hem op 16 februari 2008 voor het eerst bij de eerste selectie, sindsdien zat hij bijna wekelijks bij de wedstrijdselectie. Op 5 mei 2008 behaalde Chery de landstitel bij de beloften van FC Twente. Hij mocht als aanvoerder de schaal in ontvangst nemen.
Op 26 oktober 2008 maakte Chery zijn debuut voor FC Twente in de Eredivisie. Hij kwam in de blessuretijd voor Marko Arnautović in het uitduel tegen Vitesse in het veld. De stand was op dat moment al 0-2 in het voordeel van FC Twente, hetgeen ook de eindstand was.

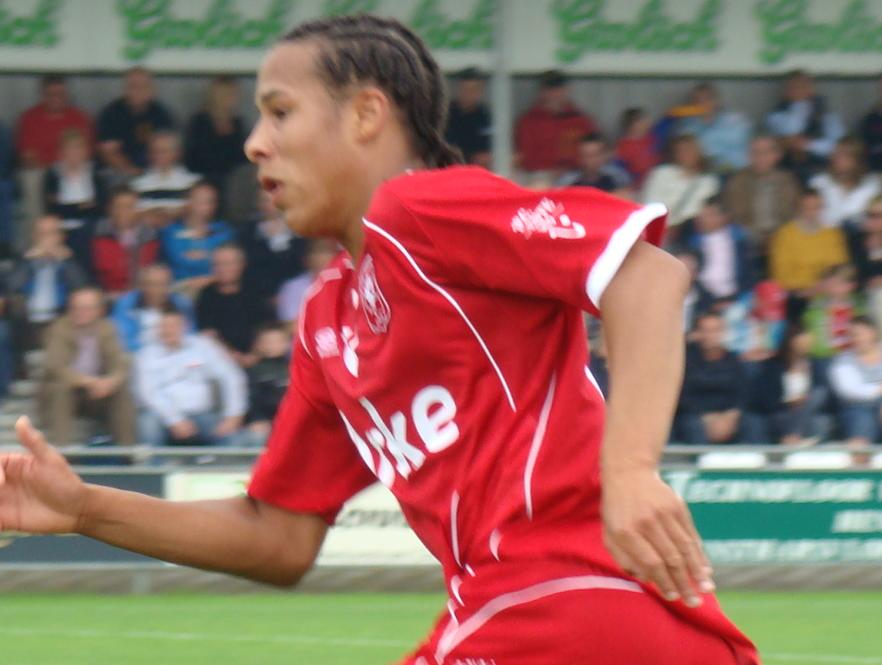
Chery bij FC Twente.

#### Verhuur aan Cambuur
Per 2 januari 2009 kwam Chery op huurbasis uit voor SC Cambuur Leeuwarden. Hij speelde zeventien wedstrijden voor de Friezen, waarvan veertien in de basis, en liep op een haar na promotie naar de Eredivisie mis. Pas na strafschoppen werd de onderlinge strijd tegen Roda JC beslist. Hij scoorde niet voor SC Cambuur, maar was wel goed voor vijf assists.

#### Verhuur aan RBC Roosendaal
Voor aanvang van het seizoen 2009/10 werd hij wederom uitgeleend, nu aan RBC Roosendaal. Hij speelde in totaal dertig wedstrijden voor de club en was daarin eenmaal trefzeker. Dat was op 8 maart 2010 in een 1-1 gelijkspel tegen zijn volgende club FC Emmen. Het was zijn eerste doelpunt in het profvoetbal. RBC werd dat seizoen elfde. Vervolgens trok Chery terug naar FC Twente.

### FC Emmen
In de zomer van 2010 vertrok Chery definitief bij FC Twente. Hij tekende een contract bij FC Emmen. Hij maakte op 13 augustus zijn debuut voor Emmen tegen PEC Zwolle (0-3 nederlaag). Twee weken later maakte hij tegen MVV Maastricht zijn eerste doelpunt voor Emmen. In de tweede periode van de Eerste divisie werd hij verkozen tot grootste talent. Op 25 februari 2011 scoorde hij tweemaal en gaf hij één assist in een 6-0 overwinning op AGOVV. Aan het einde van het seizoen werd hij verkozen tot grootste talent van de competitie. Voor de Emmenaren speelde Chery 34 officiële duels en was daarin tienmaal trefzeker.

### ADO Den Haag
In de zomer van 2011 wordt bekend dat Chery een contract had getekend bij toenmalig Eredivisionist ADO Den Haag. Chery tekende bij ADO Den Haag een contract dat hem voor twee jaar aan de club verbond, met een optie voor nog twee jaar. Hij maakte zijn debuut in de UEFA Europa League-kwalificatiewedstrijd met FK Tauras Tauragė. Hij kwam in zijn eerste seizoen in alle veertig wedstrijden in actie, op verscheidene posities: rechtsbuiten, linksbuiten, aanvallende én centrale middenvelder. Daarin was hij goed voor vijf doelpunten en negen assists. Het seizoen erop was hij nog belangrijker: hij scoorde acht doelpunten en gaf even zoveel assists in 34 wedstrijden. 

### FC Groningen
Vanaf seizoen 2013/2014 kwam Chery uit voor FC Groningen op huurbasis met verplichte koop na afloop van het seizoen. ADO Den Haag koos voor deze constructie zodat het minder geld aan FC Emmen hoefde te betalen. FC Emmen bedong namelijk een doorverkooppercentage toen het Chery verkocht aan ADO Den Haag. De arbitragecommissie van de KNVB stelde FC Emmen in het gelijk, waardoor ADO Den Haag alsnog het volledige overeengekomen percentage aan FC Emmen moest betalen.
Voor die club maakte hij op 3 augustus met één doelpunt en één assist zijn debuut tegen N.E.C. (4-1 overwinning). Hij speelde voor FC Groningen vooral als aanvallende middenvelder en in zijn eerste seizoen was hij goed voor tien doelpunten en zeven assists. Het seizoen 2014/15 was zijn meest productieve. In de Eredivisie kwam hij tot vijftien doelpunten, waarmee hij op de topscorerslijst vijfde eindigde achter Michiel Kramer, Michael de Leeuw (beide 17), Luuk de Jong (20) en Memphis Depay (22). Ook was hij met twee goals en zes assists belangrijk in de KNVB Beker, die Groningen wist te winnen door in de finale PEC Zwolle met 2-0 te verslaan. 

### Queens Park Rangers
Chery tekende in juli 2015 tot medio 2018 bij Queens Park Rangers, dat op dat moment net naar de Championship was gedegradeerd. De Engelse club betaalde FC Groningen een in zijn contract opgenomen gelimiteerde transfersom om zijn eigenlijk nog één jaar doorlopende verbintenis af te kopen. Hoe hoog dit bedrag was, werd op verzoek van FC Groningen niet meegedeeld. Chery maakte op 8 augustus 2015 zijn debuut voor Queens Park Rangers, in de eerste speelronde van het seizoen 2015/16 in de Championship. Hij begon die dag in de basis tijdens een met 2-0 verloren wedstrijd uit bij Charlton Athletic. Chery's eerste doelpunten voor Queens Park Rangers volgden op 22 augustus 2015, tijdens een met 4-2 gewonnen competitiewedstrijd thuis tegen Rotherham United. Hij maakte die dag zowel 1-0 als 2-0. In zijn eerste seizoen was hij goed voor tien doelpunten en vier assists. Hij speelde in de eerste helft van zijn tweede seizoen ook bijna alles en stond halverwege op vier goals en zes assists.

### Guizhou Hengfeng Zhicheng
Chery tekende in januari 2017 een contract bij Guizhou Hengfeng Zhicheng, op dat moment actief in de Super League. Het betaalde 4,7 miljoen euro voor hem aan Queens Park Rangers. Daar kwam Chery in zijn eerste jaar niet tot scoren, wel gaf hij zes assists. In zijn een-na-laatste wedstrijd voor Guizhou kwam hij dan toch tot scoren. Hij speelde in totaal 28 wedstrijden voor de Chinese club en was goed voor één goal en negen assists. 

### Kayserispor
In juli 2018 kwam Chery op huurbasis over van China naar Kayserispor. Hij trof daar mede-Enschedeër Deniz Türüç. Hij nam het eerste doelpunt van het seizoen voor zijn rekening tegen het 2-0 verslagen Antalyaspor. In de vierde speeldag bracht hij zijn team de drie punten door de beslissende 2-3 te scoren in het uitduel met het Fenerbahçe. In zijn enige seizoen voor Kayserispor kwam hij tot tien goals en vijf assists. 

### Maccabi Haifa
In augustus 2019 sloot Chery aan bij Maccabi Haifa. Hij eindigde zijn eerste seizoen met dubbele cijfers wat betreft goals én assists, maar werd tweede achter Maccabi Tel Aviv. Chery werd in 2020 reserve-aanvoerder bij Maccabi Haifa achter Neta Lavi. In zijn tweede seizoen was hij wel kampioen van Israël. Daar had hij met veertien goals en zes assists  dat seizoen een groot aandeel in. In zijn derde seizoen was Chery aanvoerder van Maccabi Haifa. Hij speelde dat seizoen in de UEFA Europa Conference League onder meer tegen Feyenoord. Met dertien goals en dertien assists was hij nog steeds even belangrijk voor Maccabi Haifa. Seizoen vier werd Chery als aanvoerder kampioen van Israël. Zelf hield hij zijn eigen standaarden hoog met veertien goals en acht assists. 
Wegens de oorlog tussen Hamas en Israël werd de competitie rond oktober 2023 stilgelegd en trainde hij tijdelijk mee bij FC Groningen om zijn conditie op peil te houden. Er werd toen ruim een maand niet gevoetbald. Halverwege het seizoen stond Chery op vijf goals en acht assists in 28 wedstrijden, maar om privéredenen wilde hij weer (tijdelijk) terug naar Nederland. Voor Maccabi Haifa speelde hij verreweg de meeste wedstrijden in zijn carrière, namelijk 208. Daarin was hij goed voor 56 doelpunten en 45 assists. 

### N.E.C.
Op 25 januari 2024 werd Chery gepresenteerd als nieuwe winteraanwinst van N.E.C. Hij was bij de Nijmeegse club de opvolger van Elayis Tavşan, die in de winter naar Hellas Verona vertrok. Vier dagen later maakte hij in de uitwedstrijd met Go Ahead Eagles gelijk zijn debuut. Bovendien scoorde hij meteen zijn eerste doelpunt. Een week later begon hij voor het eerst in de basis, op de plek die de naar FC Kopenhagen vertrokken Magnus Mattsson achterliet. Hij scoorde meteen zijn tweede doelpunt voor de club. Drie dagen later was hij in de kwartfinale van de beker opnieuw goed voor een doelpunt en een assist. Op 21 april stond hij in de basis tijdens de bekerfinale tegen Feyenoord, dat met 0-1 won. Op 6 mei was hij tegen Excelsior goed voor twee goals in een 0-3 overwinning. Een dag later maakte hij bekend dat hij na het seizoen niet terug zou keren naar Maccabi Haifa. Op de laatste speelronde tegen Almere City was Chery goed voor een goal en twee assists in een 1-4 overwinning.    

### Royal Antwerp
Op 26 mei 2024 werd bekend dat Chery voor Royal Antwerp heeft gekozen. Hij tekende er een tweejarig contract en werd hiermee de eerste zomeraanwinst die transfervrij naar de club kwam. In zijn eerste deel van het seizoen was hij een van de sterkhouders van het team. Zo was hij in elke wedstrijd zeer aanwezig en maakte hij zeven goals in de eerste seizoenshelft. Tijdens de stadsderby tegen Beerschot was hij de man van de match met twee prachtige afstandsschoten kort na elkaar. Hij beleefde een uitstekend seizoen in België: hij kwam tot achttien doelpunten in alle competities, zijn hoogste aantal in zijn clubcarrière, en leverde bovendien negen assists.

### Terug bij N.E.C.
Op 15 juni 2025 maakte N.E.C. de terugkeer van Chery bekend. De op dat moment 37-jarige Chery tekende in Nijmegen een contract voor drie seizoenen. Na de laatste oefenwedstrijd op 3 augustus maakte trainer Dick Schreuder bekend dat Chery de nieuwe aanvoerder van N.E.C. zou worden. Hij verving daarmee de geblesseerde Bram Nuytinck. In zijn eerste wedstrijd dat seizoen was hij direct goed voor een doelpunt en een assist in een 5-0 overwinning op Excelsior. 

## Clubstatistieken
| Seizoen | Club                | Competitie      | Competitie | Competitie | Competitie | Beker | Beker | Beker | Overig | Overig | Overig | Totaal | Totaal | Totaal |
| Seizoen | Club                | Competitie      | Wed.       | Dlp.       | Ass.       | Wed.  | Dlp.  | Ass.  | Wed.   | Dlp.   | Ass.   | Wed.   | Dlp.   | Ass.   |
| ------- | ------------------- | --------------- | ---------- | ---------- | ---------- | ----- | ----- | ----- | ------ | ------ | ------ | ------ | ------ | ------ |
| 2008/09 | FC Twente           | Eredivisie      | 1          | 0          | 0          | 1     | 0     | 0     | —      | —      | —      | 2      | 0      | 0      |
| 2008/09 | → SC Cambuur        | Eerste divisie  | 18         | 0          | 5          | 0     | 0     | 0     | —      | —      | —      | 18     | 0      | 5      |
| 2009/10 | → RBC Roosendaal    | Eerste divisie  | 30         | 1          | 5          | 2     | 0     | 0     | —      | —      | —      | 32     | 1      | 5      |
| 2010/11 | FC Emmen            | Eerste divisie  | 33         | 9          | 4          | 1     | 1     | 0     | —      | —      | —      | 34     | 10     | 4      |
| 2011/12 | ADO Den Haag        | Eredivisie      | 34         | 2          | 6          | 2     | 2     | 1     | 4      | 1      | 2      | 40     | 5      | 9      |
| 2012/13 | ADO Den Haag        | Eredivisie      | 32         | 8          | 8          | 2     | 0     | 0     | —      | —      | —      | 34     | 8      | 8      |
| 2013/14 | → FC Groningen      | Eredivisie      | 35         | 10         | 7          | 3     | 0     | 0     | —      | —      | —      | 38     | 10     | 7      |
| 2014/15 | FC Groningen        | Eredivisie      | 34         | 15         | 6          | 6     | 2     | 6     | 2      | 0      | 0      | 42     | 17     | 12     |
| 2015/16 | Queens Park Rangers | Championship    | 39         | 10         | 4          | 2     | 0     | 0     | —      | —      | —      | 41     | 10     | 4      |
| 2016/17 | Queens Park Rangers | Championship    | 22         | 4          | 3          | 3     | 0     | 3     | —      | —      | —      | 25     | 4      | 6      |
| 2017    | Guizhou HZ          | Super League    | 18         | 0          | 6          | 0     | 0     | 0     | —      | —      | —      | 18     | 0      | 6      |
| 2018    | Guizhou HZ          | Super League    | 9          | 1          | 2          | 1     | 0     | 1     | —      | —      | —      | 10     | 1      | 3      |
| 2018/19 | → Kayserispor       | Süper Lig       | 33         | 9          | 4          | 4     | 1     | 1     | —      | —      | —      | 37     | 10     | 5      |
| 2019/20 | Maccabi Haifa       | Ligat Ha'Al     | 36         | 10         | 10         | 3     | 0     | 0     | —      | —      | —      | 39     | 10     | 10     |
| 2020/21 | Maccabi Haifa       | Ligat Ha'Al     | 34         | 12         | 5          | 3     | 0     | 1     | 4      | 2      | 0      | 41     | 14     | 6      |
| 2021/22 | Maccabi Haifa       | Ligat Ha'Al     | 33         | 9          | 8          | 5     | 2     | 0     | 13     | 2      | 5      | 51     | 13     | 13     |
| 2022/23 | Maccabi Haifa       | Ligat Ha'Al     | 33         | 10         | 7          | 4     | 0     | 0     | 11     | 4      | 1      | 48     | 14     | 8      |
| 2023/24 | Maccabi Haifa       | Ligat Ha'Al     | 17         | 2          | 5          | 1     | 1     | 0     | 11     | 2      | 3      | 29     | 5      | 8      |
| 2023/24 | → N.E.C.            | Eredivisie      | 14         | 5          | 2          | 3     | 1     | 2     | 1      | 0      | 0      | 18     | 6      | 4      |
| 2024/25 | Royal Antwerp       | Eerste klasse A | 39         | 14         | 6          | 5     | 4     | 3     | 1      | 0      | 0      | 45     | 18     | 9      |
| 2025/26 | N.E.C.              | Eredivisie      | 2          | 1          | 2          | 0     | 0     | 0     | 0      | 0      | 0      | 2      | 1      | 2      |
| TOTAAL  | TOTAAL              | TOTAAL          | 546        | 132        | 105        | 51    | 14    | 18    | 47     | 11     | 11     | 644    | 157    | 134    |

## Interlandcarrière
Bondscoach Guus Hiddink nam Chery op 15 mei 2015 voor de eerste keer op in de selectie van het Nederlands elftal. De andere debutant was aanvaller Steven Berghuis van AZ. Beiden maakten deel uit van een dertigkoppige selectie en kwamen niet in actie tijdens het oefenduel tegen de Verenigde Staten (3-4) op vrijdag 5 juni in de Amsterdam Arena. Twee dagen later viel Chery af voor het uitduel van Oranje tegen Letland, op vrijdag 12 juni in Riga.
Als speler met Surinaamse roots werd Chery later actief voor het Surinaams voetbalelftal. Hij speelde z'n eerste interland voor Suriname op 28 maart 2021 en was tot nu toe actief in vijf interlands.

## Erelijst
| Competitie           | Aantal       | Jaren                     |
| FC Groningen         | FC Groningen | FC Groningen              |
| -------------------- | ------------ | ------------------------- |
| KNVB beker           | 1x           | 2014/15                   |
| Maccabi Haifa        |              |                           |
| Ligat Ha'Al          | 3x           | 2020/21, 2021/22, 2022/23 |
| Israëlische supercup | 2x           | 2022, 2024                |
| Toto Cup             | 1x           | 2020/21                   |